# Ragazza afgana

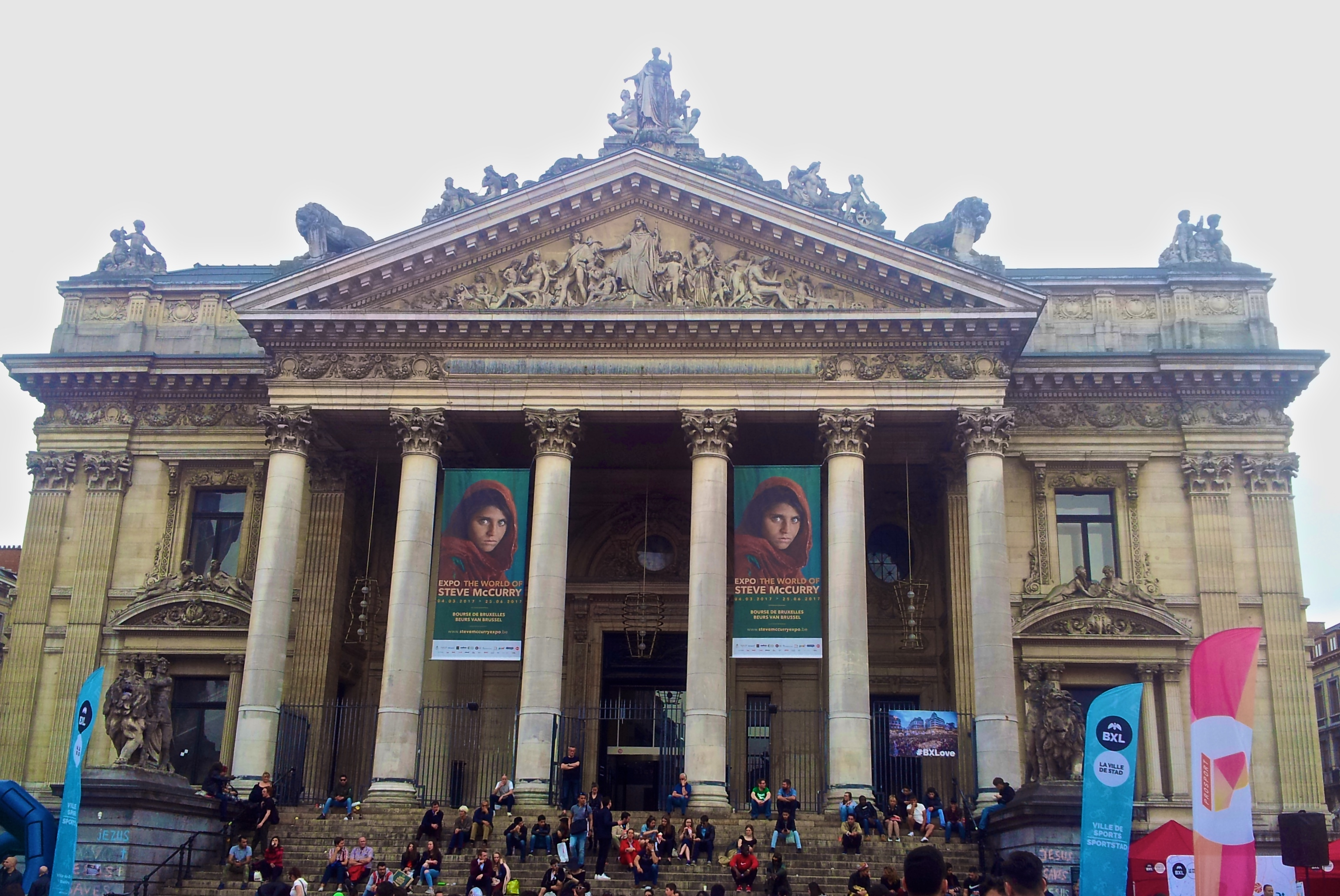
Poster con l'immagine di Sharbat Gula che annuncia la mostra "The World of Steve McCurry" al Palazzo della Borsa (Bruxelles), maggio 2017. Il poster utilizza la fotografia Afghan Girl di Steve McCurry.

Ragazza afgana (o Afghan Girl, in inglese) è una celebre fotografia scattata da Steve McCurry nel 1984, e pubblicata sulla copertina della rivista National Geographic Magazine del numero di giugno 1985. L'immagine divenne una sorta di simbolo dei conflitti afgani degli anni ottanta.
La foto, scattata in un campo profughi di Peshawar, ritrae un'orfana dodicenne pasthun, identificata solo nel 2002 come Sharbat Gula (Pashto: شربت ګله ), nata il 20 marzo 1972. L'espressione del suo viso, con i suoi occhi penetranti, resero ben presto l'immagine celebre in tutto il mondo. Nel gennaio 2002 McCurry e il National Geographic organizzarono una spedizione per scoprire chi fosse la ragazza e se fosse ancora viva. Sharbat Gula fu ritrovata dopo alcuni mesi di ricerche, e McCurry poté così fotografarla nuovamente, a distanza di diciassette anni.

## La foto per ilNational Geographic
Nel 1984 il fotografo statunitense Steve McCurry, giunto nel subcontinente asiatico per documentare gli effetti distruttivi del monsone e il fascino delle ferrovie indiane, fu contattato dalla redazione del National Geographic che gli propose di scattare un fotoreportage nei vari campi di profughi allestiti lungo la frontiera afgano-pakistana. Pur subendo pesantemente le conseguenze del conflitto bellico contro l'invasione sovietica (ne è prova la quantità di feriti che accorrevano giornalmente negli ospedali organizzati della Croce Rossa), i rifugiati continuavano stoicamente le loro vite. La produzione di tappeti non subì battute d'arresto, e i profughi più giovani potevano persino fruire di un sistema scolastico di fortuna, ospitato in alcune tende.
McCurry accettò la richiesta del National Geographic e si recò immediatamente nella provincia della Frontiera del Nord Ovest in Pakistan, dove iniziò il proprio servizio fotografico. Fu nel campo di Nasir Bagh che il fotografo, passeggiando, udì delle voci chiassose provenire da una tenda, che immaginò ospitare una classe scolastica. Entrato, e ricevuta l'autorizzazione per fotografare le alunne dall'insegnante, fu immediatamente colpito dallo sguardo magnetico ed enigmatico di una delle ragazzine:
(Steve McCurry)
Nella classe si respirava un'atmosfera molto rilassata e informale. Dopo aver fotografato alcune alunne, McCurry si precipitò sul soggetto che effettivamente lo interessava: 
(Steve McCurry)
Lo scatto (per cui fu utilizzato un obiettivo manuale Nikkor 105mm f/2.5 su una Nikon FM2), uno degli esemplari più elevati della poetica ritrattistica di McCurry (della quale si parla più approfonditamente in Steve McCurry § Stile), fu poi sviluppato al ritorno del fotografo a New York. In un primo momento la foto non piacque al redattore iconografico della National Geographic, che ne preferì un'altra: in questa seconda foto a essere ritratta era sempre la medesima ragazzina, che in questo caso si copre tuttavia la parte inferiore del viso con lo scialle, restituendo una sensazione più giocosa e meno turbante. Lo scatto originario, dunque, venne incluso nelle «seconde scelte», ovvero l'insieme di immagini non gradite dall'editor principale.
Bill Garrett, al tempo direttore della rivista, non era tuttavia dello stesso avviso: «Rammento chiaramente che la famosa foto della ragazza afgana di Steve si trovava tra le "seconde scelte". Non appena l'ho vista, ho capito che era formidabile». Fu grazie al provvidenziale intervento di Garrett che l'immagine, inizialmente derubricata dalle candidate alla pubblicazione, finì sulla copertina del National Geographic del giugno 1985, vol. 167, n. 6.

## Analisi
Sin da subito Ragazza afgana conobbe uno sfolgorante successo:
La fotografia è un primo piano di Sharbat Gula (il suo nome, tuttavia, lo si scoprirà solo nel 2002), all'epoca appena dodicenne, incorniciata da una massa liscia di capelli bruni e ammantata in un logoro scialle rosso, strappato qua e là. Assai significativo è l'utilizzo dei colori nella fotografia, animata dal contrasto tra i toni accesi dello scialle e quelli freddi dello sfondo: questo raffinato dialogo cromatico – basato sul principio che i colori caldi avvicinano l'immagine, mentre quelli freddi la allontanano – esalta la silhouette della ragazzina e conferisce grande profondità e magnetismo ai volumi, che sembrano precipitarsi verso lo spettatore.
A catturare l'attenzione dell'osservatore, in particolare, è lo sguardo magnetico della ragazza e la sua espressione. Quegli occhi verde ghiaccio, spalancati e fissi verso l'osservatore, permettono la lettura di un vero e proprio caleidoscopio di emozioni: da una parte vi si avverte la rabbia di un popolo dilaniato dalla guerra, mentre dall'altra denota una grandissima forza, abnegazione e voglia di riscatto, oltre che una certa vulnerabilità e paura, dovuta forse allo sconcerto che provò quando venne fotografata. Lo stesso McCurry osservò che «c'è sempre stato un po' di mistero riguardo alle sue reali emozioni mentre la fotografavo; è possibile leggere l'immagine in modi diversi». Tale ambiguità rinnova nello spettatore il desiderio di tornare sulla figura più e più volte: è così, allora, che l’immagine sembra pulsare, come se fosse viva e respirasse. Non a caso, varie volte il ritratto è stato definito «una moderna Gioconda», in riferimento al capolavoro di Leonardo da Vinci.

## Alla ricerca della ragazza afgana
L'identità della ragazza è rimasta sconosciuta per diciassette anni: ciò è dovuto al fatto che il governo afgano era molto ostile nei confronti dei media occidentali, complice anche l'attentato terroristico dell'11 settembre 2001 e l'invasione americana della regione. McCurry, tuttavia, non si lasciò abbattere da queste difficoltà e, dopo aver minuziosamente raccolto informazioni e stabilito contatti per vari mesi, si mise alla ricerca della misteriosa ragazza afgana.
Nel gennaio del 2002 giunse con una troupe della National Geographic nel campo profughi di Nasir Bagh, in procinto di essere demolito. Lieto di esservi arrivato appena in tempo, McCurry iniziò a chiedere informazioni sulla ragazza, mostrandone la fotografia a vari anziani e abitanti del luogo. La ricerca, tuttavia, fu complicata dal fatto che varie donne, allettate dalla possibilità di qualche vantaggio economico, finsero di essere la ragazza. È lo stesso McCurry a ricordarlo: «Trovammo una donna che sembrava a tutti quella giusta. Ma io non ne ero convinto. Aveva gli occhi marrone scuro, mentre quelli della ragazza erano verdi. Poi mi sono ricordato di una piccola cicatrice sul naso dritto della Ragazza afgana, visibile anche dalla fotografia. Il naso dell'altra era più corto e piatto ed era privo di cicatrici».
Quando ormai tutto sembrava perduto – molti ipotizzavano persino che la ragazza fosse morta – McCurry riuscì a rintracciare suo fratello, Kashar Khan, che si mise in contatto con la sorella. La donna, ormai sposata e divenuta madre di 3 figlie: Robina nata nel 1989, Zahida nata nel 1999 e Alia nata nel 2001. Viveva in un'area particolarmente pericolosa dell'Afghanistan, interessata da intensi bombardamenti aerei, ma ciononostante si dichiarò disposta a raggiungere McCurry. Quando il fotografo vide i suoi occhi verdi, comprese immediatamente che si trattava dell'agognata «ragazza afgana»: il suo nome era Sharbat Gula, che in lingua pashto significa «ragazza fiore d'acqua dolce». Il loro colloquio, tuttavia, fu di breve durata:
(Steve McCurry)
Sharbat Gula, in ogni caso, acconsentì a farsi fotografare di nuovo, e le sue immagini furono riprodotte nel numero dell'aprile 2002 del National Geographic, simbolicamente intitolato «Ritrovata» (Found). Mosso da un istintivo senso di amicizia, inoltre, McCurry riuscì a garantire a Sharbat un servizio medico adeguato, le donò persino una macchina da cucire, in modo da offrire alla figlia la possibilità di un lavoro sicuro, e le diede i mezzi necessari per effettuare il pellegrinaggio a La Mecca, atavico sogno sempre bramato dalla donna. L'eco di Sharbat Gula, tuttavia, è stata ancora più vasta, e ha concorso all'istituzione dell'Afghan Children's Fund, ente che si occupa di garantire ai bambini afgani il diritto di andare a scuola e di ricevere un'istruzione. Sempre McCurry commentò:
(Steve McCurry)

## Vicende successive
Nel 2015 è stata arrestata in Pakistan poiché trovata in possesso di presunti documenti falsi, pratica frequente per molti persone residenti ma non in possesso di uno status legale. Contro questa decisione si era subito pubblicamente schierato lo stesso Steve McCurry. Grazie all'intervento del governo afghano, nel 2016 è stata espulsa dal Pakistan e ha fatto ritorno in Afghanistan, dove le è stata concessa in uso un'ampia tenuta per la famiglia e una pensione.
Il 25 novembre 2021, a seguito del ritorno al potere dei talebani permesso dalla ritirata statunitense dall'Afghanistan e la caduta di Kabul, Sharbat Gula ha chiesto aiuto per poter uscire dall'Afghanistan, ottenendolo nell'ambito del programma organizzato dal Governo italiano di accoglienza e integrazione dei cittadini afghani sfuggiti alle tragedie della guerra, potendo così giungere a Roma. Un anno dopo ha concesso un'intervista a Il Venerdì di Repubblica.